# Horní Rybníky
Horní Rybníky (německy Ober Teich) je vesnice, část obce Zábrodí v okrese Náchod. Nachází se asi 1,5 km na východ od Zábrodí. V roce 2009 zde bylo evidováno 87 adres. V roce 2001 zde trvale žilo 173 obyvatel.
Horní Rybníky je také název katastrálního území o rozloze 3,38 km2.

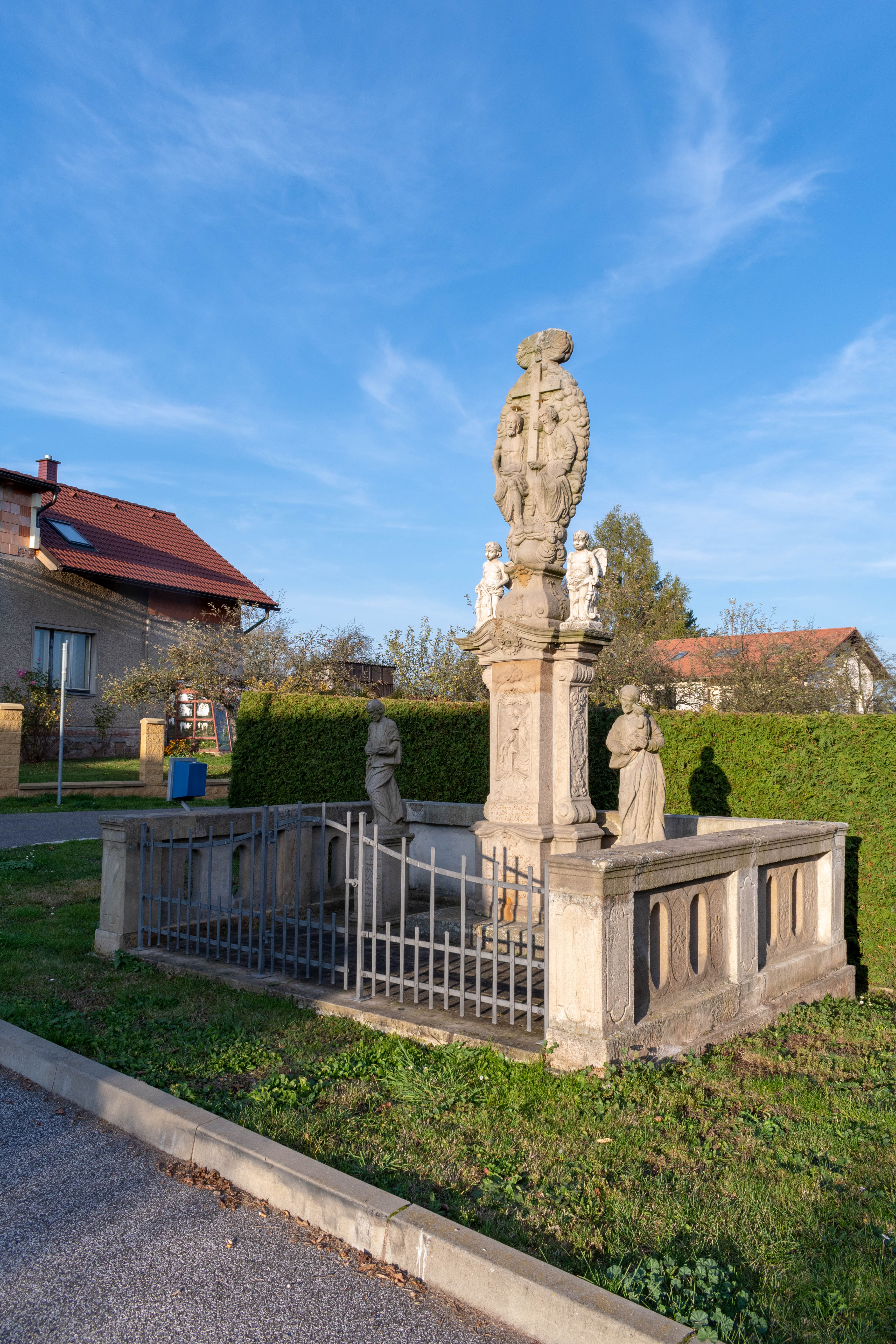
Sousoší Nejsvětější Trojice
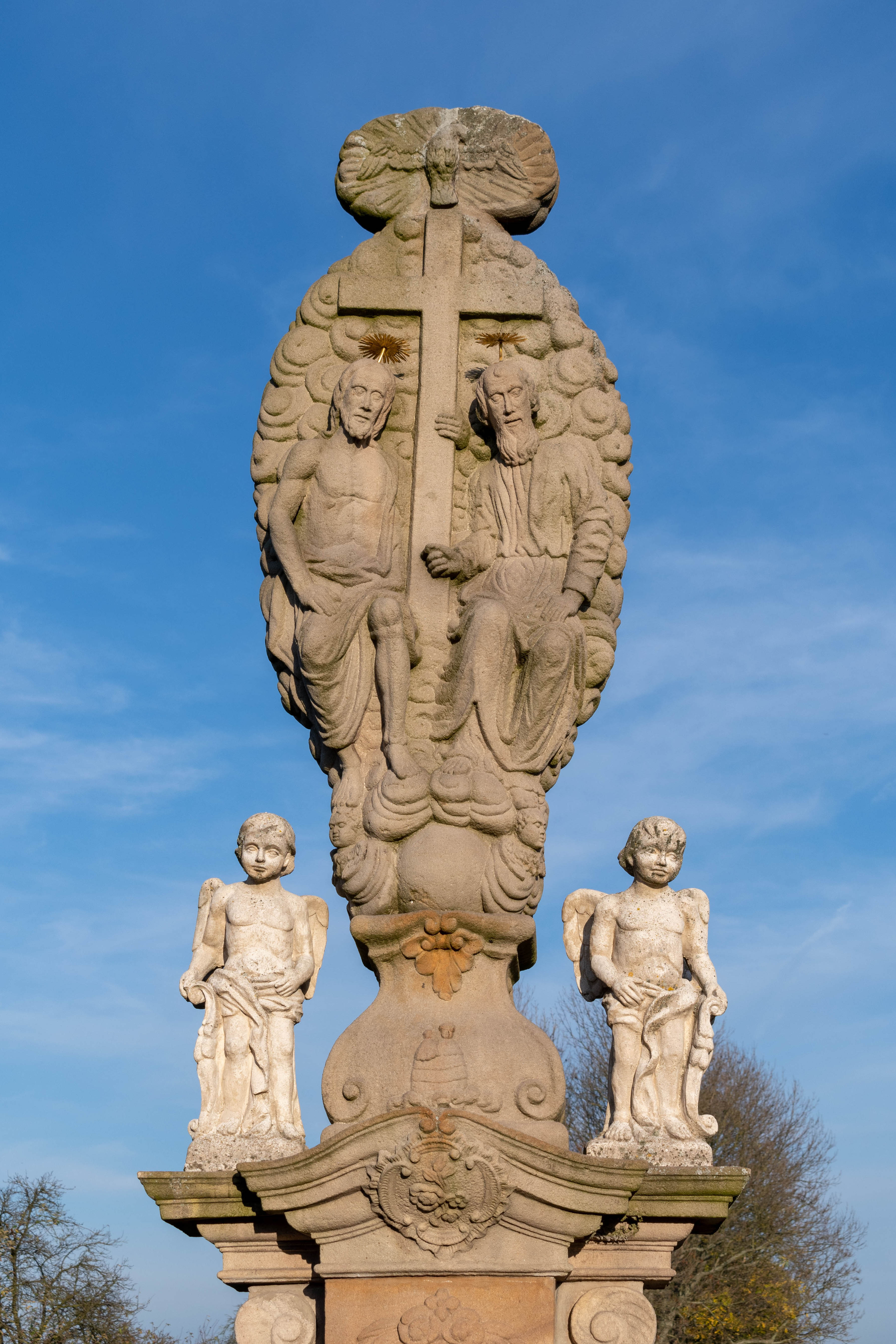
Sousoší Nejsvětější Trojice – detail
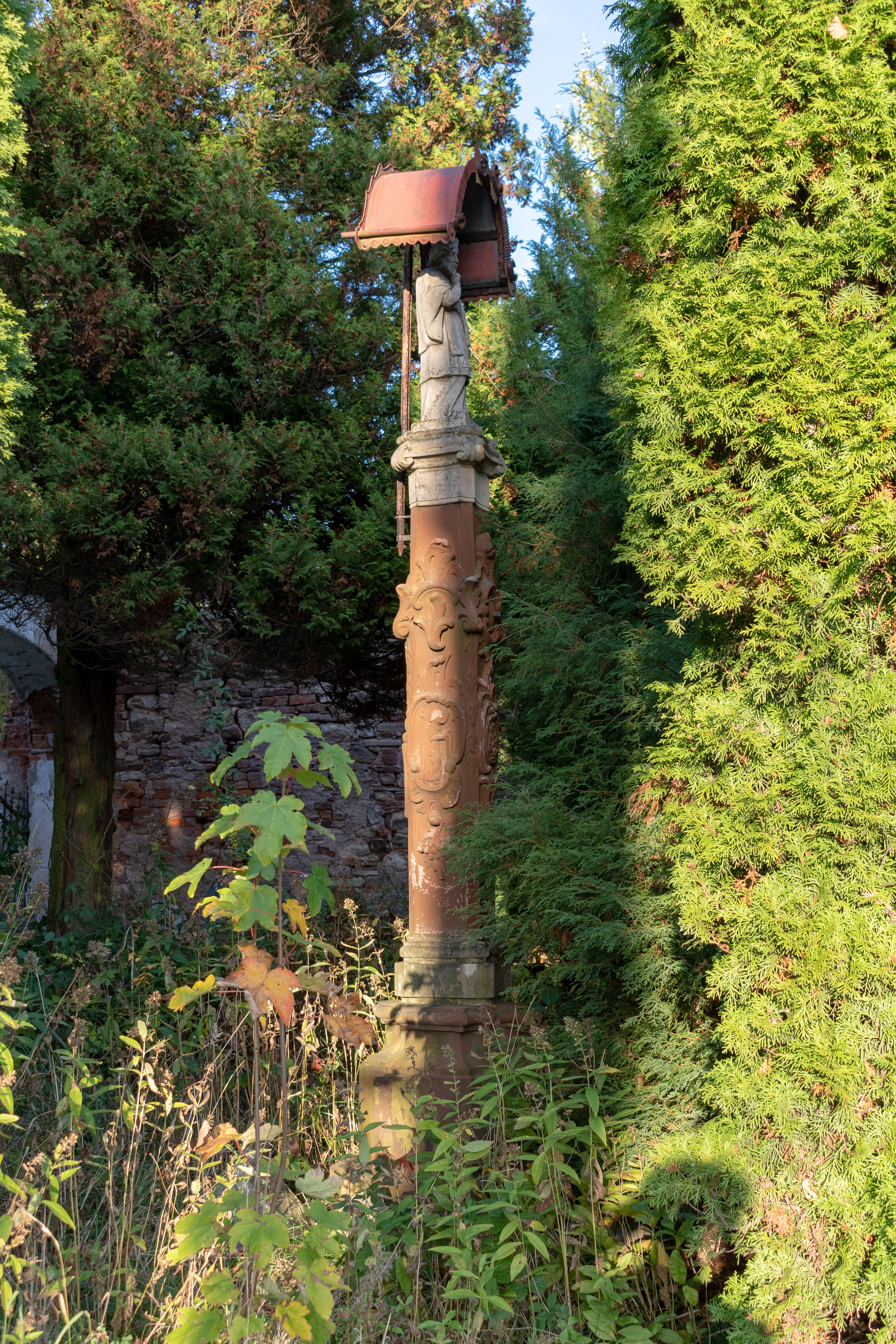
Socha na sloupku u hlavní křižovatky